# بخش اپلتون، شهرستان سوئیفت، مینه سوتا
بخش اپلتون (به انگلیسی: Appleton Township) یک منطقهٔ مسکونی در ایالات متحده آمریکا است که در شهرستان سوئیفت، مینه‌سوتا واقع شده‌است.
 بخش اپلتون ۸۲٫۵ کیلومتر مربع مساحت و ۲۳۲ نفر جمعیت دارد و ۲۹۹ متر بالاتر از سطح دریا واقع شده‌است.